# Franciszek Szymkowiak
Franciszek Szymkowiak (ur. 16 grudnia 1894 w Górze, zm. 13 kwietnia 1940 w Kalininie na terenie ZSRR) – żołnierz, powstaniec wielkopolski i śląski, przodownik Policji Województwa Śląskiego, ofiara zbrodni katyńskiej.

## Życiorys
Syn Józefa i Agnieszki z domu Augustyniak. W latach 1914–1918 walczył w armii niemieckiej, a w 1918 roku brał udział w powstaniu wielkopolskim. W latach 1919–1920 uczestniczył w walkach polsko-ukraińskich i w wojnie polsko-bolszewickiej. W 1921 roku walczył po polskiej stronie w III powstaniu śląskim. 
Od września 1922 roku pracował jako funkcjonariusz Policji Województwa Śląskiego, m.in. w komendzie miejskiej w Katowicach i w katowickiej komendzie powiatowej. Od 1 czerwca 1923 roku jako starszy posterunkowy. W 1934 roku otrzymał Odznakę Pamiątkową Policji Województwa Śląskiego. W 1939 roku brał udział w obronie Katowic, m.in. w walkach w rejonie dzisiejszej ul. Warszawskiej. Ewakuowany 3 września 1939 roku w kierunku wschodnim.
Aresztowany przez NKWD, osadzony w Ostaszkowie, zamordowany 13 kwietnia 1940 roku w Kalininie (obecnie Twer). Pochowany na Polskim Cmentarzu Wojennym w Miednoje.

## Odznaczenia i upamiętnienie
W 1928 otrzymał Medal Dziesięciolecia Odzyskanej Niepodległości 1918–1928. Otrzymał również Medal Niepodległości, Brązowy Krzyż Zasługi oraz Krzyż na Śląskiej Wstędze Waleczności i Zasługi pierwszej klasy. Posiadał także odznaki: Odznakę Pamiątkową „Powstańca Broni”, Odznakę Honorową „Orlęta” i Odznakę Pamiątkową Wojsk Wielkopolskich.
W 1991 roku został odznaczony pośmiertnie Medalem Za Udział w Wojnie Obronnej.
W 2007 roku awansowany pośmiertnie przez prezydenta RP do stopnia aspiranta, a w 2009 odznaczony Krzyżem Zasługi za Dzielność.
W listopadzie 2017 roku jego imieniem nazwano skwer w Katowicach, w dzielnicy Brynów-Osiedle Zgrzebnioka (skwer w rejonie skrzyżowania ul. Alfonsa Zgrzebnioka i ul. Tadeusza Kościuszki).